# Regierung Usbekistans
Das Ministerkabinett der Republik Usbekistan ist die Regierung Usbekistans. Es ist die Exekutive, die für die Wirtschafts-, Sozial- und Geistesentwicklung, für die Gesetzerfüllung und andere Beschlüsse von Oliy Majlis und für Erlasse und Beschlüsse des Präsidenten verantwortlich ist. Das Ministerkabinett führt seine Tätigkeit auf der Grundlage des Gesetzes „Über das Ministerkabinett der Republik Usbekistan“ aus. Das Ministerkabinett leitet das System von Regierungsstellen und der von ihm geschaffenen Wirtschaftsmanagementorgane und stellt deren koordinierte Aktivitäten sicher. Das Ministerkabinett ist bei seinen Aktivitäten dem Präsidenten und dem Oliy Majlis der Republik Usbekistan verantwortlich. Beschlüsse und Anordnungen des Ministerkabinetts werden vom Ministerpräsidenten persönlich unterzeichnet.

## Geschichte
Am 12. Juni 2017 reduzierte der Präsident Usbekistans durch seinen Beschluss die Zahl der stellvertretenden Ministerpräsidenten um eins. Am 20. Januar 2020 trat die Regierung Usbekistans zurück und es kam ein neues Parlament.

## Funktionen
Im Rahmen seiner Befugnisse hat das Kabinett folgende Aufgaben:
- Es ergreift Maßnahmen zur Gewährleistung eines nachhaltigen Wirtschaftswachstums, eines makroökonomischen Gleichgewichts, einer Reformierung und eines Strukturwandels der Wirtschaft und organisiert die Entwicklung und Ausführung des Staatshaushalts der Republik Usbekistan und der Haushalte der staatlichen Fonds, die wichtigsten Richtungen der Steuer- und Haushaltspolitik, unter Berücksichtigung von Prognosen und der wichtigsten Programme zur wirtschaftlichen und sozialen Entwicklung der Republik Usbekistan.
- Es erarbeitet und gewährleistet die Umsetzung von Entwicklungsprogrammen, technischer, technologischer Modernisierung und Diversifizierung der vorrangigen Wirtschaftszweige sowie Programme zur integrierten sozioökonomischen Entwicklung von Gebieten.
- Es schafft Bedingungen für freies Unternehmertum, vor allem auf der Grundlage der Entwicklung des Privateigentums, minimiert die Einmischung des Staates in der Wirtschaft auf einer strategisch und wirtschaftlich gerechtfertigten Ebene, weit verbreitete Privatisierung, ergreift Maßnahmen, um alle Hindernisse und Beschränkungen auf dem Weg von Entwicklung von kleinen und großen Unternehmen zu beseitigen, Ermöglichung eines günstigen Geschäftsklimas und günstiger Investitionsbedingungen, Dämonisierung der Wirtschaft.
- Das Ministerkabinett trägt zur Umsetzung von Maßnahmen zur Stärkung des Währungs- und Kreditsystems in der Republik Usbekistan bei, um die Stabilität von Banken und anderen Finanzinstituten zu ermöglichen.
- Es ergreift Maßnahmen zur Entwicklung der Marktbeziehungen und zur Einführung moderner Technologien im Agrarsektor, zur Entwicklung von Rückgewinnungs- und Bewässerungsnetzen, zur Erhaltung und Verbesserung der Landqualität und zur rationellen Nutzung der Wasserressourcen sowie zur Verbesserung der Leitung des Agrarsystems;
- Es verbessert Methoden der öffentlichen Verwaltung, einschließlich solcher, die auf den Prinzipien des E-Regierung basieren, fördert die Einführung moderner Prinzipien und Methoden der Wirtschafts- und Unternehmensführung auf der Grundlage von Marktprinzipien;
- Es entwickelt Vorschläge zur Verbesserung der Struktur der öffentlichen Verwaltung, zur Bildung, Umstrukturierung und Abschaffung von Ministerien, staatlichen Ausschüssen, Abteilungen und anderen staatlichen und wirtschaftlichen Verwaltungsorganen der Republik Usbekistan;
- Es gewährleistet die Entwicklung, Verbesserung der Qualität und Effizienz des Bildungssystems, schafft Bedingungen für einen breiten Zugang zur lebenslangen Bildung und ergreift Maßnahmen zur Umsetzung der vorrangigen Entwicklungsrichtungen von Wissenschaft und Technologie;
- Es verwirklicht Maßnahmen zur Entwicklung des Gesundheitssystems, zur Verbesserung der medizinischen Versorgung, zur Erhaltung und Stärkung der Gesundheit der Bevölkerung, zur Einführung der Grundsätze eines gesunden Lebensstils und zur Gewährleistung des hygienischen und epidemiologischen Wohlbefindens;
- Es trägt zur Entwicklung von Kultur, Kunst und Sport bei und gewährleistet einen breiten Zugang zu kulturellen Werten sowie die uneingeschränkte Beteiligung der Bürger am öffentlichen und kulturellen Leben;
- Es entwickelt und setzt Programme zur Schaffung von Arbeitsplätzen und zur Sicherung der Beschäftigung der Bevölkerung um, stellt das Funktionieren der Systeme des sozialen Schutzes, der sozialen Sicherheit und der Rentensicherheit der Bürger sicher, fördert den Schutz von Familien, Müttern und Kindern und ergreift Maßnahmen zur Umsetzung der staatlichen Jugendpolitik;
- Es ergreift Maßnahmen zur rationellen Nutzung natürlicher Ressourcen, Umweltschutzmaßnahmen und zur Umsetzung wichtiger Umweltprogramme von nationaler und internationaler Bedeutung, ergreift Maßnahmen zur Beseitigung der Folgen schwerer Unfälle und Katastrophen sowie von Naturkatastrophen;
- Es trägt zur Umsetzung von Maßnahmen zur Gewährleistung der Sicherheit und Verteidigung des Staates, zum Schutz der Staatsgrenzen der Republik Usbekistan, zum Schutz der Interessen des Staates und zum Schutz der öffentlichen Ordnung bei;
- Es stellt sicher, dass die Republik Usbekistan in ausländischen Staaten und internationalen Organisationen vertreten ist, schließt zwischenstaatliche Abkommen ab und ergreift Maßnahmen zu deren Umsetzung;
- Es bietet Führungsrolle im Bereich der außenwirtschaftlichen Tätigkeit sowie der wissenschaftlichen, technischen und kulturellen Kooperation.[1]

## Aktueller Bestand
Dieser Abschnitt enthält die aktuelle Zusammensetzung des Ministerkabinetts von Usbekistan (Februar 2021):
| Position | Vorname Nachname  |
| --- | ----------------- |
| Premierminister der Republik Usbekistan • Sekretariat für Jugendpolitik, Kultur, Spiritualität, Massenmedien, kreative und öffentliche Organisationen; • Sekretariat für die Entwicklung von Telekommunikation, IT-Technologien und Innovation, Informationssicherheit | Abdulla Aripov    |
| Stellvertretende Ministerpräsidenten |                   |
| Erster stellvertretender Ministerpräsident – für die integrierte Entwicklung der Gebiete, der Kommunikations- und Verteidigungsindustrie • Sekretariat für die integrierte Entwicklung der Territorien, der Kommunikations- und Verteidigungsindustrie                 | Achilbay Ramatov  |
| Stellvertretender Ministerpräsident – Minister für Investitionen und Außenhandel • Sekretariat für Investitionen und Außenwirtschaftsbeziehungen | Sardor Umurzakov  |
| Stellvertretender Ministerpräsident – Minister für Wirtschaft und Industrie • Sekretariat für makroökonomische Analyse, Strukturwandel, Finanzen und Bankwesen sowie Privatunternehmen                                                                                 | Jamshid Kuchkarov |
| Stellvertretender Ministerpräsident • Sekretariat für soziale Entwicklung | Behzod Musaev     |
| Stellvertretender Ministerpräsident für die Entwicklung der Agrar- und Ernährungskugeln • Sekretariat für die Entwicklung des Agrar- und Lebensmittelsektors | Shukhrat Ganiev   |
| Stellvertretender Ministerpräsident der Republik Usbekistan – Minister für Tourismus und Sport • Sekretariat für Tourismusentwicklung | Aziz Abdukhakimov |
| Vorsitzender des Ministerrates der Republik Karakalpakstan |                   |
| Vorsitzender des Ministerrates von Karakalpakstan | Kakhraman Sariev  |

### Minister
| Position                                                                    | Vorname Nachname          |
| --------------------------------------------------------------------------- | ------------------------- |
| Minister für wirtschaftliche Entwicklung und Armutsbekämpfung               | Jamshid Kuchkarov         |
| Finanzminister                                                              | Timur Ishmetov            |
| Verkehrsminister                                                            | Ilkhom Makhkamov          |
| Minister für Beschäftigung und Arbeitsbeziehungen                           | Nozim Khusanov            |
| Minister für Hochschul- und Sekundarschulbildung                            | Abdukodir Toshkulov       |
| Minister für öffentliche Bildung                                            | Sherzod Shermatov         |
| Gesundheitsminister                                                         | Abdukhakim Khadzhibaev    |
| Innenminister                                                               | Pulat Bobodjonov          |
| Verteidigungsminister                                                       | Bakhodir Kurbanov         |
| Minister für Notsituationen                                                 | Tursinkhan Khudaibergenov |
| Bauminister                                                                 | Batir Zakirov             |
| Außenminister                                                               | Abdulaziz Kamilov         |
| Minister für Investitionen und Außenhandel                                  | Sardor Umurzakov          |
| Minister für die Entwicklung von Informationstechnologien und Kommunikation | Shukhrat Sadikov          |
| Justizminister                                                              | Ruslanbek Davletov        |
| Kulturminister                                                              | Ozodbek Nazarbekov        |
| Minister für Tourismus und Sport                                            | Aziz Abdukhakimov         |
| Minister für Wohnungswesen und kommunale Dienste                            | Sherzod Khidoyatov        |
| Minister für Vorschulerziehung                                              | Agrippina Shin            |
| Minister für innovative Entwicklung                                         | Ibrohim Abdurakhmonov     |
| Landwirtschaftsminister                                                     | Jamshid Khodjayev         |
| Minister für Wasserressourcen                                               | Shavkat Khamraev          |
| Energieminister                                                             | Alisher Sultanov          |
| Minister für die Unterstützung von Mahalla und Familie                      | Rakhmat Mamatov           |

### Vorsitzende der staatlichen Ausschüsse
| Position                                                                       | Vorname und Nachname          |
| ------------------------------------------------------------------------------ | ----------------------------- |
| Vorsitzender des Staatlichen Komitees für Veterinärmedizin und Tierentwicklung | Bakhromjon Norkobilov         |
| Vorsitzender des Staatsausschusses für Geologie und Bodenschätze               | Bobir Islamov                 |
| Vorsitzender des Staatlichen Ausschusses für Arbeitssicherheit                 | Bakhtiyor Vahabovich Gulyamov |
| Vorsitzender des Staatlichen Forstausschusses                                  | Nizomiddin Bakirov            |
| Vorsitzender des staatlichen Steuerausschusses                                 | Sherzod Kudbiev               |
| Vorsitzender des Staatsausschusses für die Verteidigungsindustrie              | Oybek Ismoilov                |
| Vorsitzender des Staatlichen Statistikausschusses                              | Bakhodir Begalov              |
| Vorsitzender des staatlichen Zollausschusses                                   | Murotjon Azimov               |
| Vorsitzender des Staatsausschusses für Ökologie und Umweltschutz               | Alisher Maksudov              |